# 網絡打手
網絡打手，或稱論壇寫手、网络水军（簡稱網軍，水军）、网络枪手、网托等（在大陆称为“水军”，在香港稱為「槍手」，而在台灣叫做「代筆」、網紅政治、政治小編，英语为 “50 Cent Party”，意为“50美分党”），是指在商業或其他領域中为了利益而在互联网上发表倾向性评论和为雇主摇旗呐喊的全职或兼职人员，主要是利用大眾慣用的溝通方法，在各討論區、論壇、視頻網站等地方，以聊天的方式為個人或公司作出宣傳或攻擊，通过其文章或評論来试图达到影响网络舆论、引导网络舆论和制造网络舆论的目的，主要為發商業廣告或攻擊商業對手。

## 起源
互联网水军诞生于2010年代初。这些付费发帖者在微博、微信和淘宝（中国类似eBay的平台）等在线平台上发布新闻、评论、八卦和虚假信息。在这种用于公关和媒体操纵的“星座草皮”（意为“人工草根”）技术中，中国网络公司雇佣人们在社交媒体上发帖，以改变公众舆论。它已经发展成为一个专门从事网络水军的公司在三个月内可以赚到760万元人民币，并进行了超过2500笔交易的行业。
以商業產品為例，由於各大網站的討論區為求公正客觀，均不會站在生意經營者的利益立場上，所以一般都要求發表者標明贊助商，甚至完全不允許論壇寫手的參與，故此與電話促銷cold-call服務「call centre」及群發短訊／電郵（垃圾郵件）服務一樣，水軍業者只能低調地作業。
而因為所需具備的條件並不多，一些學生或失業人士也可以開展其網上寫手的生意。論壇寫手一般的工作，除了以不同身份大量發表宣傳文章之外，有些是偷偷是在論壇內張貼偽裝成個人使用體驗的文章，有時會代客戶解答訪客之問題，惡劣一點的甚至是為了攻擊對方的聲譽。而一些討論區，則嚴厲訂明灌水文章的細節及字眼，以防範網站受到來自於寫手的多餘瀏覽量，一經發現是論壇寫手的帳號，就會被馬上封禁。

## 在中国的情况
在中国大陆，这类职业一般和网络舆情分析师、网监、网络警察有一定程度的关联。最常見的行為，是使用相同的語法，並利用不同的帳號作出多次性留言，通常在風格上可以看到是出自同一夥人的手筆。而比較優勝的論壇寫手，則要同時扮演不同角色，相對來說難度也十分高，故此其本身需要十分熟悉當地之溝通文化。
私人互联网水军的行动与中华人民共和国政府或中国共产党雇用的官方“五毛党”的宣传互联网评论员平行。
水军最突出的群体是李毅吧。
2022年6月27日起，中華人民共和國公安部网安局在全国范围内启动为期6个月的打击整治“网络水军”专项工作。

## 名称起源

### 中文
中文名称融合了现代词汇"网络"与古老词汇"水军"（意指"海军；海军陆战队" - 更通用的词汇是"海军"）。 这个"水军"的比喻指的是"有组织、有目的地在互联网上大量发布评论和文章的人群"。 "水军"这一词汇的汉语词源实际上是"海军"而非"水军"，在“水军十万公司”的口号中，表达了"数千海军，随您分配"的含义。

### 英语
除了直译为“Internet Water Army”或“Internet Navy”，其他英文翻译还包括“Online Water Army” 和“Army of Water”，还有对“Internet ghostwriters”（直译为“幽灵写手”，即“代写人”之意）的解释， 以及“隐藏的发帖人”。 亚当·克拉克·埃斯蒂斯（Adam Clark Estes）描述了这个名字：“如果“网络巨魔”这个词让人联想到愤怒的、满脸粉刺的电脑极客的可怕图像，那么“网络水军”这个词听起来就很可怕，就像漫画小说中的一股被迷惑的恶棍力量。实际上，虽然并非十分可怕，但付费垃圾邮件发送者和受任务驱动的巨魔的持续繁荣业务确实令人不安。”
新华社报道了一个新的水军头衔“僵尸”账户。这些账户是新浪微博上的付费粉絲，"可以在网上以低至 4 元一千字的价格进行买卖"。
水军网、51水军网等多家互联网水军公司的名称使用了同音词"水君"，因此受到了中华人民共和国的互联网审查。

## 背景
中国的“互联网海军”最初是政府和私人组织雇佣的专业互联网评论员。在全球范围内，各国政府都有操纵社交媒体的计划。中国的“五毛党”（以每次发帖0.5元付款而得名）培养并雇佣了数万名在线评论员，以推动黨的路线并控制微博、公告板系统和聊天室的舆论。

## 特征
付费帖子涉及成千上万的个人和发帖者使用不同的网络身份标识（ID）。 每天，该社交媒体平台上约40%的热门话题标签是由互联网水军创建的。内容通常是准备充分的，有一个质量控制团队来检查帖子是否符合客户的标准。 一些公司聘请网络水军在其销售产品的反馈下留下好评论，一些歌手或电影明星也付钱让他们成为新浪微博的虚假粉丝。发布好的评论和不好的评论的价格是不同的，这取决于内容。如果有关于产品的负面评论或针对某人的一些八卦，他需要付钱给互联网水军来筛选和删除这些负面评论。
网络水军和五毛党是有区别的。五毛党的概念更狭隘，因为它只指那些转移政治讨论并发布任何与（中共）中央政府或中国共产党有关的积极和支持评论的付费海报。根据哈佛大学2017年的一项研究，估计有4.48亿条社交媒体评论是由当时中国政府雇佣的“五毛党”捏造的。这些评论避免触及有争议和敏感的问题。

### 人员类型
加入互联网水军并不受到明确的限制，而其中主要以低端流动人口、家庭主妇和学生为主力军。
网络水军基本上有三种类型。 第一类是自愿传播促进社会正义的职位。 第二类是主要受雇于政府或国有企业宣传中共的水军。 第三类是为私人公司工作的水军，如公关公司，以追求自己的利益。

### 战术
互联网水军公司的许多策略通常被,认为是可以接受的，其中包括口碑营销、病毒式营销、营销噪声、种子代理和电子营销。其他一些策略被认为是不可接受的，包括博客中的垃圾邮件或“评论垃圾邮件”，社交网络垃圾邮件或“社交垃圾邮件”，以及内容农场。技巧还包括两种形式的网络俚语“木偶”：木偶(使用化名来与你的行为保持距离，特别是如果化名不明显，所以旨在欺骗你)和肉木偶(参加讨论或论坛的唯一原因是为了支持朋友或表示同意)。
中国中央电视台2010年的一篇新闻报道列出了网络水军公司的三项客户服务：(1)推广特定的产品、公司、个人或消息；(2)诽谤/诽谤竞争对手或竞争对手的产品或服务；(3)帮助删除负面或不利的帖子或新闻文章。
“互联网海军”战术的定价各不相同。《上海日报》援引网络公关公司水军视网的员工唐静的话说，价格从淘宝上每千张不到5元(0.79美元)的“基本僵尸账户”，到每5000张120元(18.86美元)的“具有真人特征、有照片、自我描述、类别标签和粉丝”的“A级僵尸账户”。
程晨（音译名）是维多利亚大学的一名计算机科学研究员，他和三位同事对网络水军活动进行了学术研究。为了了解中国网络代笔是如何运作的，程晨在一家互联网公关公司注册了卧底，该公司培训并支付了他发布社交媒体帖子的费用。  每个任务都有一个项目经理；一个负责计划日程、分发共享用户ID并维护质量控制的培训团队；一个海报团队，通常是大学生和失业人员，每个验证的帖子可以获得30到50美分；一个资源团队，注册和收集在线用户ID；以及一个与社交媒体站长保持关系的公关团队。

## 原因
中国的网络营销已经成为一项大而有利可图的业务，并催生了许多互联网公关机构。 为这些公关公司工作的互联网水军不仅宣传产品，还消除他们发现的任何负面反馈。
近年来，不少娱乐圈的明星经纪公司和他们的铁杆粉丝，不惜花费数百万元聘请网络水军，为其歌曲、电影等带来网络好评。这些网络水军可以从少数人到数百人不等，并且经常帮助这些名人用成千上万完全无用的追随者来夸大他们的社交媒体帐户的追随者。  此外，一些娱乐公司利用互联网水军来提高电影收视率，抹黑竞争对手的声誉。
对于很多加入“网络水军”的人来说，他们认为网络付费发帖是一种新型的网络兼职，是一种轻松赚钱的方式。 随着个人电脑和智能手机的普及以及易于使用的微博平台，进入门槛很低。互联网水军的收入是很多人选择加入他们的首要原因， 60%以上的互联网水军成员通过发帖和删帖，月收入过千元。

## 合法性
像“互联网水军”（Internet Water Army）这样的网络营销公司有时在模糊的法律基础上运作，尤其是在国际法下。美国公司Facebook和Digg向澳大利亚公司u社交发出了停止和停止命令，但该公司不予理会，继续推销“朋友”和“投票”。
与许多国家不同，中国拥有严格的网络诽谤法，一些互联网水军公司因违反该法而受到指责。。
互联网水军的做法往往会导致侵犯隐私或损害名誉。中国于2009年修订的《侵权责任法》规定，在这种情况下，“受害者有权通知互联网服务提供商（ISP）删除有害帖子，并且如果ISP不采取行动，则必须承担连带损害赔偿责任”。
中国国务院新闻办公室于2011年宣布，“正在制定法律来规范越来越多的“互联网大军”。和评论员，他们被发现破坏了现实世界和虚拟世界的社会秩序。。
2007年，化妆品公司“白医生”和保健食品公司“合生元”都起诉消费者保护网站315ts.net发布对其产品的虚假评论。法官最终做出了有利于该网站的裁决，因为没有证据表明这些帖子不是真实的。。根据2010年《中国日报》的报道，蒙牛乳业否认向一家名叫“网罗铸骏”的公司支付费用，以散布有关其竞争对手伊利集团和辛布特拉国际乳制品的虚假谣言。。2011年，《上海日报》报道称，网购网站淘宝关闭了200多家销售微博粉丝的互联网水军公司。

## 检测
互联网水军是网络安全的一大威胁。 IT 研究人员已经尝试使用统计数据和软件来检测来自现实世界的付费评论者。
一些学者采用基于狄利克雷过程混合模型（DPMM）的GSP算法来检测来自天涯论坛的互联网水军。 他们使用DPMM对互联网水军的用户行为进行了有效的分析，并使用序列模式挖掘算法来检测那些付费发布者的账户。
一位信息技术工程师，博客名为“陈传良彼得”，声称开发了区分付费博客“粉丝”的软件，并发现新浪十大最受欢迎的微博上约有 17% 的粉丝“从未与他们关注的人互动或回应……也就是说，他们是丧尸。”
程辰等人选择了中国两大IT公司360诉腾讯冲突的网络评论检测案例研究，发现两家IT公司均涉嫌付费发帖。
2010年，杀毒软件 360安全卫士的创始人奇虎声称，腾讯的即时通讯客户端腾讯QQ偷偷扫描了用户的硬盘。 腾讯封杀360软件用户使用QQ消息后，社交媒体网站引发争议。
程的研究人员分析了 360 诉腾讯帖子的两个大型数据集、来自搜狐网200 位用户的 1000 多条评论和来自新浪网500 位用户的 20,000 多条评论. 他们总结道：“虽然 360 和腾讯都声称他们没有聘请在线付费海报，但我们现在有强有力的证据表明情况恰恰相反。一些特殊的模式肯定是不寻常的，例如，许多负面评论或回复来自新注册的用户 ID，但这些之后很少使用用户ID，这清楚地表明使用了在线付费海报。
研究人员设计并验证了检测软件，并得出结论：“我们在真实数据集上的测试结果显示出非常有前景的性能。”

## 案例

### 中國大陸
在中國大陸商業領域，有被公關公司雇傭的而在網路上發帖子为特定企业搖旗呐喊的網絡水军。
據2009年12月《半月谈》有報道，公關公司按照客戶的要求做策劃和包裝，一般是從正面去發帖，如果客戶希望攻擊競爭對手，經過風險評估（因為對手公司也可能會請網絡打手還擊）也會接單。帖子內容是根據網民的心理策劃的，例如故意出現錯別字，錯誤語法等。帖子炒作也有各種方式，如將公司的網路打手分成兩派爭論，不斷擴大影響，引導網民參與等。
公關公司通過QQ群等方式調動網絡打手，大的公關公司有多達數萬網絡打手，每個網絡打手又有十多個隨時使用帳戶，通過密集發帖吹捧客戶或打擊客戶競爭對手的目的。网络打手目前已经形成一条系统的产业链，一般是需要水军造势的客户在上游投放广告，中间形成一批核心中介人员，在接单后组织下游人员从事网络推广活动，最后由社会闲散人员、在校学生、家庭主妇和网络大V等直接参与发帖。
客户的需求各式各样，如发帖和灌水推广恶意炒作、删帖和屏蔽负面消息压制负面舆论，其中屏蔽消息指搜索引擎公司内部人员删除指定页面“网页快照”信息，网民无法通过搜索关键字获取真实链接，屏蔽一则信息通常收取300-400元。
公關公司接單做一次大規模的網絡公關或攻擊的收費是30萬元到50萬元人民幣左右。網絡打手每帖的報酬是0.3元人民幣左右，在人氣旺的論壇或網站懸掛一天頭條甚至可以得到1000元人民幣的報酬。随着通胀加剧，网络水军的报酬也水涨船高，2011年1月9日新华网报道了网络水军的组织等级和分工，以及薪酬已经涨至每帖0.7元人民币。部分高校也要求校内的共青团学生留意关于本校的负面新闻出现，及时这些负面消息对反驳。
2017年5月以来，中国公安部在全国开展了打击网络水军的运动。新华社称目前已破获网络水军违法犯罪案件40余起，涉案总金额上亿元，抓获违法犯罪嫌疑人200余人，查获并关停涉嫌非法炒作的网络账号5000余个，关闭违法违规网站上万个，涉及网上恶意炒作信息数千万条。其中首起打击的案件是提供删帖中介服务的广州市“三打哈”网，涉案犯罪嫌疑人77名，金额近400万元。

### 香港
2009年12月21日香港《大公報》有報道，指香港也有了大量網絡打手，「組織嚴密，行事隱秘，收入豐厚」，又指負責開新帖的「金牌打手」的每個帖子收費港幣約五元，而負責回帖的「普通打手」則收費約一元，「服務」主要為發廣告或攻擊商業對手，不過該報道沒有列出具名事例。
亦有部分網絡打手利用維基百科平台，多次為其擁護或反對的團體或個人相關條目刪改內容，加入對其有利或不利之內容，造成編輯戰。這些打手通常只針對單一條目作出修改。

### 美国
2018年1月，《纽约时报》调查了一家据称将百万粉丝出售给社交媒体的公司Devumi，客户包括自由主义专家到右翼网站“布赖特巴特新闻网”，其中新华社一名编辑向该公司购买了数十万个粉丝以及推特上的转发。Devumi在纽约市注册，实际办公室在菲律宾。公司手上至少有55,000个帐户“使用包括未成年人在内的真实推特用户的姓名、个人资料图片、家乡和其他个人信息”，其中许多为重复出售，纽约州总检察长施奈德曼表示该行为违法。过去被指责使用机器人检查且没有认真对待該问题的推特表示正努力阻止Devumi的行为，一发现有違法买粉丝、转发或点赞的帐户就会将其停權。

### 台灣
1990年代到二十一世紀，台灣民主化後政治上的選舉造就了政治為主的傳統媒體與網路等電子媒體公關公司產業，政治公關公司被稱為選舉中背後的影武者，比如專接國民黨候選人的威肯公關公司；民進黨中央與候選人的新高山行銷顧問公司，台中的山海河公關。因為台灣十大廣告業者為了保護商業廣告形象利益大部分不接選舉廣告案，但聯廣曾接過國民黨連戰選舉廣告案，台灣電通前身的台灣廣告接過民進黨中央的選舉廣告案。范可欽與其匚合創意是少數遊走在國民黨與民進黨之間的政治公關。到了二十一世紀後，台灣政治選舉從2014年起的柯文哲現象、2016年蔡英文總統勝選、2018年以黑馬之姿當選高雄市長的韓國瑜後，常藉由與網紅等網路意見領袖合作，甚至公關經紀公司將政治人物本身打造成網紅來打開知名度，並宣傳自己的政治理念。某些政治人物也會聘請專業的政治小編維護政治人物的社群帳號發文。

#### 知名案例
- 2005年，台北縣縣長選舉時，民進黨台北縣長候選人羅文嘉所屬青年軍曾彥衛架設「瑋哥部落格」，偽裝成國民黨候選人周錫瑋，並且買關鍵字廣告及在上PTT討論區，刻意抹黑、諷刺國民黨對手周錫瑋涉弊。檢方2007年依違反《選罷法》、著作權法、加重誹謗等罪起訴曾男，曾男辯稱，「發言都是網路資料，應受言論自由保障」，最終高院依違反著作權法判刑3月定讞[63]。
- 2018年9月在中華民國外交官蘇啟誠自殺事件中，暱稱為「idcc」的網友貼文抹黑蘇啟誠，間接導致該外交官受到來自上級壓力自殺，後來PTT抓出該網友和楊蕙如之帳號「slow」與該帳號所用IP相同[64]。卡神楊蕙如網軍案被揭發後，臉書粉專「麥克風的市場求生手冊」日前他發表一篇批評財經網紅胡采蘋之後，接著他就持續在各處被有組織地攻擊，而這些社團的共主是網路上有一個名為「應許」的社團，而蔡英文表姊林美珠的兒子吳孝銓（Dominic Wu）在內擔任要角[65]。
- 2019年12月邱毅公開民進黨養網軍內幕，除揭露民進黨與南風整合行銷公司簽約以及民進黨「二代網軍」，深口袋行銷公司負責人甯祥豪，並提到甯祥豪親自向蔡英文報告網軍計畫，甚至接管臉書粉專「打馬悍將」，在網路上帶輿論風向[66]。
- 2021年5月，網路寫手林瑋豐，其老婆楊敏是民主進步黨網路社群中心副主任[67]，因為貼文造謠指控PTT鼓吹大家移除或封鎖衛福部疾管署帳號，並指PTT網友稱『疾管署發的是假訊息』，隨後被民主進步黨立委王定宇轉貼，隨後被各大媒體報導，在PTT網友氣憤之下挖出林瑋豐之前反串韓粉，一手策劃自導自演，鄉民指為民主進步黨的認知作戰[68]。
- 2021年12月，高嘉瑜遭男友林秉樞家暴事件中，外號「台獨機關槍」李柏璋，發文帶風向，被指稱用PTT ID帳號「CrazyWinnie（暱稱：沒品維尼）」散播謠言，因所持有的資料都是兩人LINE私密對話，大家認是林秉樞所使用的網軍[69]。

## 外部連結
- China's Cybersecurity Law: What You Need to Know （页面存档备份，存于）, The Diplomat
- Undercover Researchers Expose Chinese Internet Water Army （页面存档备份，存于）, Technology Review
- "网络水军"不断制造"网络暴力"：理性看待网络民意 （页面存档备份，存于）, 人民网, 12/1/2010 （中文）
- 网络水军牟利之道：分25级 接单每帖最低7毛 （页面存档备份，存于）, 腾讯网新, 1/9/2011 （中文）